# Higashitani Yoshikazu
Higashitani Yoshikazu (東谷 義和 Higashitani Yoshikazu), (sinh ngày 6 tháng 10 năm 1971), (biệt danh: GaaSyy (ガーシー Gāshī)) là một cựu chính trị gia người Nhật Bản. Higashitani từng được bầu vào Hạ viện năm 2022 với tư cách là thành viên của Đảng NHK. Ngày 15 tháng 3, 2023 ông bị khai trừ vì không tham dự bất kỳ phiên họp nào của Nghị viện. Ngay sau khi bị khai trừ, Sở cảnh sát Tokyo đã yêu cầu Interpol ra quyết định Truy nã đỏ.
Vào ngày 4 tháng 6 năm 2023, Sở cảnh sát Tokyo đã bắt giữ Higashitani ngay khi anh ta đến Sân bay Narita với cáo buộc xâm phạm đời tư, bôi nhọ danh tiếng và có hành vi đe dọa người khác.